# Indosiar-Sendemast Jakarta
Der Indosiar-Sendemast Jakarta ist das höchste Bauwerk in Indonesien. Er ist ein im Jahr 2006 fertiggestellter 395 Meter hoher abgespannter Sendemast zur Verbreitung von UKW-Hörfunk- und Fernsehprogrammen. Der Indosiar-Sendemast Jakarta besteht aus einem 375 Meter hohen, abgespannten Stahlfachwerkmast mit dreieckigem Querschnitt (Seitenlänge: 6,3 Meter), der auf seiner Spitze eine 20 Meter lange Sendeantenne trägt. Die oberen Teile der Mastkonstruktion sind an einer 120 Meter hohen, dreieckigen Stahlfachwerkkonstruktion mit 56 Meter Seitenlänge abgespannt, welche den Mast umgibt. Diese spezielle Bauweise, die dem Indosiar-Sendemast Jakarta sein charakteristisches Aussehen verleiht, wurde aus Platzmangel gewählt.